# Doryfera ludovicae
El colibrí picolanza mayor (Doryfera ludovicae), también llamado pico-de-lanza frentiverde (en Colombia), pico de lanza mayor,  picolanza frentiverde (en Panamá, Ecuador, Venezuela y Colombia), pico-lanza de frente verde (en Perú) o pico de lanza frentiverde (en Costa Rica), es una especie de ave apodiforme de la familia Trochilidae, una de las dos pertenecientes al género Doryfera. Es nativo del este de América Central y de regiones andinas del noroeste y centro oeste de América del Sur.

## Distribución y hábitat
Se distribuye de forma disjunta; desde el norte de Costa Rica hasta el oeste de Panamá; en la frontera entre el extremo este de Panamá y extremo noroeste de Colombia; y  a lo largo de la cordillera de los Andes, desde el oeste de Venezuela, por las tres cadenas colombianas, a occidente de los Andes hasta el centro oeste de Ecuador, y a oriente de los Andes hasta el norte de Perú, y desde el norte de Perú hasta el noroeste de Bolivia (Cochabamba).
Esta especie es considerado generalmente poco común, ocasionalmente rara, o hasta localmente bastante común, en sus hábitats naturales: el estrato medio y el sub-dosel de selvas húmedas y bosques nubosos cargados de epífitas en terrenos accidentados, con los machos prefiriendo las cúspides de los cerros y las hembras las quebradas o  gargantas, particularmente para anidar. Fuera de la temporada reproductiva puede ser encontrado especialmente en los bordes del bosque y en crecimientos secundarios altos, algunas veces bajando hasta la altura de los arbustos. En altitudes que varían de acuerdo a la región entre 550 y 2600 m.

## Alimentación
Se alimenta del néctar de epifitas con largas flores tubulares, perforándolas por abajo para después sondar por arriba; y también de pequeños artrópodos.

## Sistemática

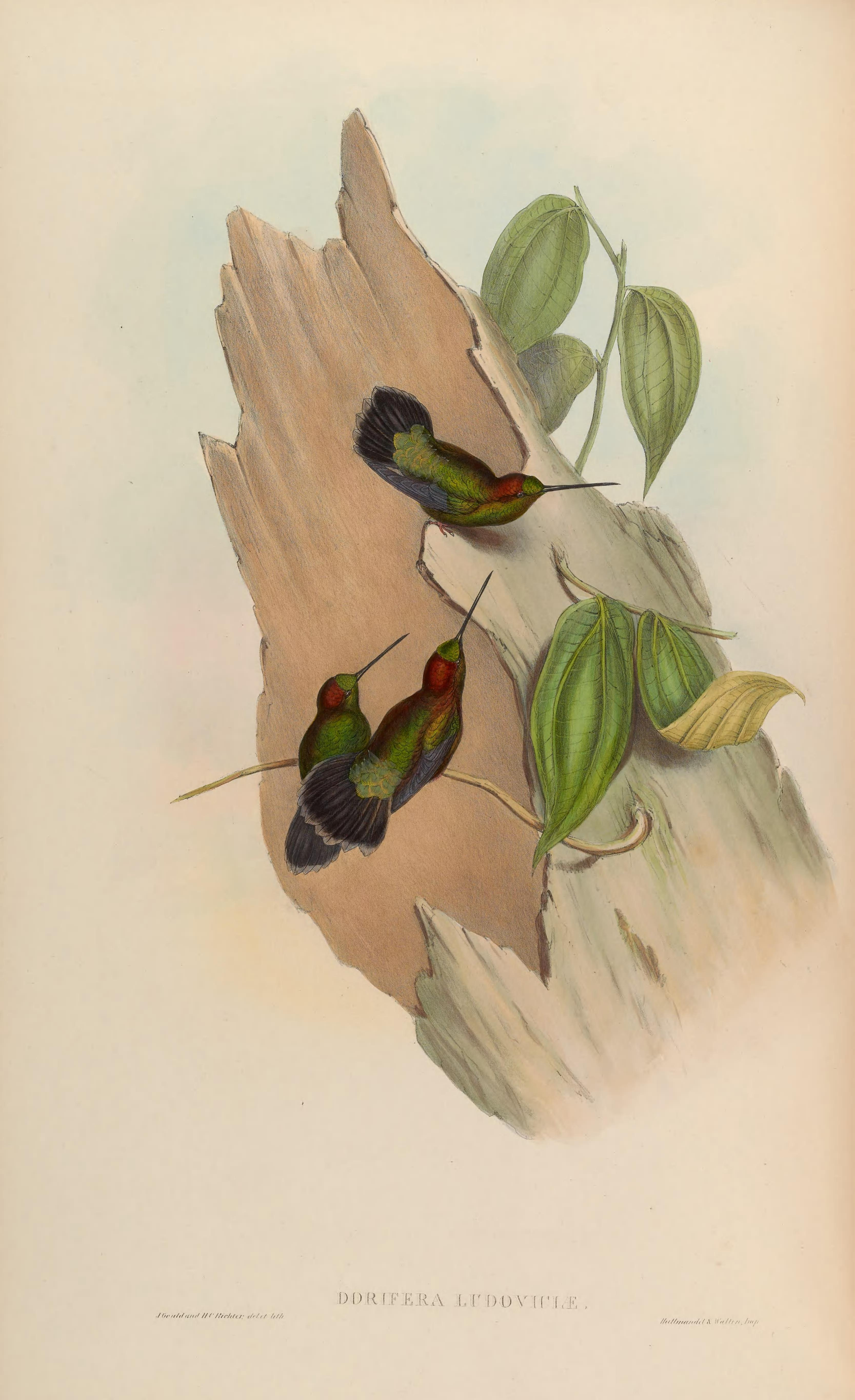
Doryfera ludoviciae, ilustración de Gould y Richter en A monograph of the Trochilidae, or family of humming-birds vol. 2, 1861.

### Descripción original
La especie D. ludovicae fue descrita por primera vez por los ornitólogos franceses Jules Bourcier  y Étienne Mulsant en 1847 bajo el nombre científico Trochilus ludovicae; su localidad tipo es: «Colombia», restringido posteriormente para «Buena Vista, 4500 pies (1300 m), Andes orientales, arriba de Villavicencio».

### Etimología
El nombre genérico femenino «Doryfera» se compone de las palabras del griego «doru» que significa ‘lanza’ y «pherō» que significa ‘que carga’; y el nombre de la especie «ludovicae», conmemora a Louise Geoffroy Saint-Hilaire (fl. 1847), esposa del zoólogo francés Isidore Geoffroy Saint-Hilaire (en latín moderno, Ludovicia =  Louise).

### Taxonomía
Las formas propuestas D. ludovicae rectirostris Gould, 1861 (de los Andes occidentales de Colombia y noroeste de Ecuador) y D. ludovicae grisea Carriker, 1935 (del noroeste de Bolivia) son consideradas indistinguibles de la nominal. Algunas veces el nombre fue escrito errado, o enmendado, como ludoviciae.

### Subespecies
Según las clasificaciones del Congreso Ornitológico Internacional (IOC)  y Clements Checklist/eBird  se reconocen dos subespecies, con su correspondiente distribución geográfica:
- Doryfera ludovicae veraguensis Salvin, 1867 – del centro norte de Costa Rica hasta el oeste de Panamá (Veraguas).
- Doryfera ludovicae ludovicae (Bourcier & Mulsant), 1847 – extremo oriental de Panamá (Cerro Tacarcuna), y a lo largo de los Andes desde el oeste de Venezuela y Colombia al sur hasta el noroeste de Bolivia (desde el sur de Ecuador solamente en la pendiente oriental).